# Examen Único Nacional de Conocimientos de Medicina
El Examen Único Nacional de Conocimientos de Medicina, EUNACOM,es un examen teórico y práctico de medicina general que se aplica a todos los egresados de las distintas escuelas de medicina de Chile y a los médicos titulados en el extranjero que deseen ejercer en el territorio nacional. El examen comenzó a funcionar en el año 2009 como reemplazo del anterior Examen Médico Nacional (EMN), que funcionó entre los años 2003 y 2008.

## Contexto
El EUNACOM nace al partir del EMN (Examen Médico Nacional), que era una iniciativa voluntaria de las escuelas de medicina, pasando a ser un examen normado por ley (Ley 20.261). Ésta establece que la aprobación del EUNACOM es un requisito obligatorio para el ingreso a cargos o empleos de médico-cirujano en los servicios de salud nacionales dependientes del Ministerio de Salud y los establecimientos de atención primaria de Salud Municipal, así como también para participar en las prestaciones de salud de FONASA de libre elección.
Por otro lado, la aprobación no es necesaria para postular a programas de perfeccionamiento, postítulo, postgrado, de especialización o subespecialización, financiadose por el Estado o que se desarrollen en establecimientos de salud pública, estatales o municipales.
En el caso de los médicos que hayan obtenido su título en universidades extranjeras no pueden revalidar.

### ASOFAMECH
ASOFAMECH (Asociación de facultades de Medicina de Chile), fue el organismo encargado de la confección y administración del Examen Médico Nacional (EMN). Tras la aprobación de la   
La asociación está formada en la actualidad por 18 de las 19 escuelas de medicina chilenas que cuentan con egresados.

## Estructura del EUNACOM
Este examen se compone de una sección teórica y una sección práctica. El puntaje obtenido en el examen corresponde al puntaje obtenido en la sección teórica, siempre que la sección practica esté aprobada.

### Sección Teórica(EUNACOM-ST)
Es un examen escrito que consta de 180 preguntas de selección múltiple que abarcan el área temática de:
- Psiquiatría

Este examen se realiza en enero de cada año, simultáneamente en una sede para todo el país..

### Sección Práctica(EUNACOM-SP)
Es un examen práctico de atención médica que consta de una evaluación de desempeño (real o simulada) y de una interrogación oral ante una comisión. Esta sección es delegada por la ASOFAMECH a las distintas escuelas de medicina asociadas.
Consta de las siguientes áreas, cada una de las cuales se compone de 4 a 4 y media horas de evaluación clínica y de 30 a 60 minutos de interrogación oral: 
- Medicina Interna
- Pediatría
- Obstetricia y Ginecología
- Cirugía

## Elaboración del examen
Las preguntas son elaboradas por un grupo de alrededor de 80 especialistas destacados escogidos por concurso, que envían sus preguntas durante el año, de acuerdo a un calendario anual. Las preguntas son revisadas por el Comité Técnico que las edita y estandariza en sus aspectos técnicos, lógicos y de lenguaje. Aquellas preguntas que pasan esta revisión son revisadas por el Comité de Contenidos que verifica que el contenido clínico de cada pregunta esté correcto y se ajuste a la definición de contenidos del examen, de acuerdo a lo especificado en el Perfil de Conocimientos del EUNACOM (enlace roto disponible en Internet Archive; véase el historial, la primera versión y la última).. En cada uno de los comités, las preguntas que no cumplan los criterios de selección son eliminadas del proceso. 
De las preguntas aprobadas, el director del EUNACOM selecciona las preguntas que serán incluidas en el EUNACOM-ST del año correspondiente, cuidando que no se repitan los temas evaluados y que la proporción de preguntas sea la adecuada según cada especialidad. Luego de esto, se imprime un borrador que es revisado por el director del EUNACOM antes de proceder a la impresión oficial de los ejemplares.	

## Herramientas para preparar el examen
La aplicación móvil TOT del Centro de Informática Biomédica del Instituto de Ciencias e Innovación en Medicina (ICIM) de la Facultad de Medicina Clínica Alemana-Universidad del Desarrollo, disponibiliza una base de más de 700 preguntas oficiales EUNACOM en forma gratuita para la comunidad, disponible tanto para Android (PlayStore) como para iOS (AppleStore) al siguiente enlace. 
- https://web.archive.org/web/20171030013901/http://medicina.udd.cl/ci3/tot/

También existe Eunatest, que cuenta con más de 4.000 preguntas de todas las disciplinas en una moderna interfaz informática y a un muy bajo costo, permitiendo crear ensayos completos o parciales con las materias según tus propias necesidades. También se obtiene una explicación sobre aquellas respuestas incorrectas al final de cada ensayo, además de múltiples estadísticas. Se encuentra disponible en todo el mundo para Windows o MacOs. Puede probarse de manera gratuita descargándolo en "Demo" por medio del siguiente enlace.
- http://www.eunatest.cl